# Stazione di Decimomannu
Stazione di Decimomannu vasútállomás Olaszországban, Szardínia régióban, Decimomannu településen.

## Vasútvonalak
Az állomást az alábbi vasútvonalak érintik:
- Cagliari–Golfo Aranci Marittima-vasútvonal
- Decimomannu-Iglesias-vasútvonal

## Kapcsolódó állomások
A vasútállomáshoz az alábbi állomások vannak a legközelebb: 
- Stazione di Assemini Santa Lucia (Stazione di Cagliari, Cagliari–Golfo Aranci Marittima-vasútvonal)
- Stazione di Villasor (Stazione di Golfo Aranci, Cagliari–Golfo Aranci Marittima-vasútvonal)
- Stazione di Villaspeciosa-Uta (Stazione di Iglesias, Decimomannu-Iglesias-vasútvonal)